# Bataille d'Alasaï
Pour les articles homonymes, voir Alasay.
Guerre d'Afghanistan
La bataille d'Alasaï est une opération militaire, baptisée opération Dinner Out, menée durant la guerre d'Afghanistan par le Groupement tactique interarmes de Kapisa composé principalement d'unités du 27e bataillon de chasseurs alpins des forces françaises en Afghanistan sous le commandement du colonel Nicolas Le Nen et du 1er Kandak  de l'armée nationale afghane sous le commandement du colonel Hussein appuyé par des éléments aériens des forces armées des États-Unis en mars 2009.

## Chronologie de l'opération

### Objectif

Carte des districts de la Kapisa.

L'objectif de l’opération est de construire deux bases opérationnelles avancées permanentes dans la vallée d’Alasaï, un district comptant 70 villages dont la population est estimée à environ 33 000 habitants en 2006, dont le centre est le village du même nom localisé au 34° 53′ 45″ N, 69° 43′ 15″ E à 1 672 m d'altitude, afin de permettre à l'armée nationale afghane d’assurer la sécurisation de la zone, où toute force armée afghane ou étrangère était interdite depuis 2006.

### 14-23 mars 2009
L'armée nationale afghane, tout comme les forces de l'ISAF, se voient interdire par les insurgés l'accès à la vallée d'Alasaï, dans la province de la Kapisa. Cette vallée est dans la zone où opère, à partir de deux postes (ou FOB, Forward Operating Base) de Nijrab et Tagab, le Groupement tactique interarmes de Kapisa français, sous le commandement du colonel Nicolas Le Nen chargé de l'opération, et composé du 27e Bataillon de Chasseurs Alpins (27e BCA). Il est appuyé par des éléments du 93e Régiment d'Artillerie de Montagne (93e RAM), du 2e Régiment Étranger du Génie (2e REG), du 4e Régiment de Chasseurs et du 28e Régiment de Transmissions (28e RT) regroupant un total de plus de 400 militaires français. Il agit en soutien du 1er Kandak de l’armée nationale afghane renforcé du 2e Kandak équipé soit environ 800 militaires afghans et français. Le 23 mars est signé un cessez-le-feu. L'armée nationale afghane et les forces françaises s'engagent à laisser les villageois relever les morts dans la montagne.

## Bilan
37 combattants taliban ont été certifiés morts (70 estimés tués au total), et 40 certifiés blessés (80 estimés blessés) sur un effectif estimé au départ à environ 400 talibans et insurgés proches du chef de guerre Gulbuddin Hekmatyar tandis qu'un soldat français a été tué après que son véhicule fut pris pour cible par une roquette. Mort sur le coup, le soldat en question était le Caporal Chef Nicolas Belda. Six soldats afghans ont également été blessés dans les combats.
Pour l’appui aérien rapproché, les avions McDonnell Douglas F-15E ont tiré une bombe d'une tonne JDAM GBU-31, quatre bombes de 250 kg JDAM GBU38, trois Mk 82 (250 kg), 1 400 obus de 20 mm tirés par leurs M61 Vulcan et cinq roquettes fumigènes. Les hélicoptères AH-64 Apache ont largué huit roquettes explosives et 180 obus de 30 mm.
Les mortiers Mo-120-RT et Mo 81 LLR ont servi 551 fois. Les AMX-10 RC ont tiré 30 munitions de 105 mm, les véhicules de l'avant blindé canon de 20 mm 420 fois. Treize missiles Milan, cinq missiles Eryx, douze roquettes AT4 de 84 mm, seize grenades explosives de 51 mm, plus de 5 000 balles de 12,7 mm, environ 7 000 de 7,62 mm et 13 000 de 5,56 mm ont été tirées par les forces françaises.

## Suites de l'opération
Des opérations et des accrochages continuent dans la vallée d'Alasai.
Du 2 au 6 avril 2009, lors de l'Opération After the rain, un kandak de l’Armée nationale afghane (ANA), appuyé par le GTIA Kapisa, a effectué une opération de reconnaissance de l’axe Nord de la vallée d’Alasaï jusqu’au village de Sultankhel, au centre de cette vallée.
Plusieurs opérations civilo-militaires ont été menées. Dans le village de Sultankhel, 300 kits scolaires ont été distribués au profit des élèves et 150 kits de vivres et vêtements aux familles. Dans le district center d’Alasaï, 670 personnes ont pu bénéficier des soins des médecins français et américains.
L’ANA a découvert deux caches d’armes dans le village de Hamzkhel, récupérant ainsi une roquette RPG-7 et du matériel permettant la mise en œuvre de trois à quatre engins explosifs improvisés.
Un groupe d’insurgés a pris à partie une patrouille de l’ANA avec de l’armement petit calibre et du RPG-7. Les militaires afghans ont riposté par des tirs de mortiers entraînant le repli des insurgés. Trois civils ont été blessés au cours de cet accrochage. Ils ont été pris en charge par les médecins français et américains et ont été évacués par hélicoptère sur l’hôpital de Begrâm.
Une opération importante a eu lieu du 18 au 23 avril 2009 sans combats. 200 soldats afghans et plus de 550 soldats français et américains avec l'appui aérien de la Coalition ont, lors de l'opération Sunny days, reconnu les crêtes à 2 200 mètres d’altitude et construit un troisième COP, portant le nom de Belda en hommage au caporal-chef Nicolas Belda, pour l'armée afghane, au débouché des vallées de Spee et de Skent.
Le 6 mai 2009, des militaires afghans et français inspectant un campement suspect dans la région de Darwali sont pris à partie par plusieurs groupes d'insurgés tirant depuis les hauteurs de la vallée. Un appui aérien de deux A-10 et de deux hélicoptères Kiowa soutient les tirs des armes d'appui des unités engagées. Au moins quatre insurgés ont été tués et trois blessés. Du côté des forces de la coalition, aucun blessé n’est à déplorer.
Depuis mai 2009, cette province connaît un regain de violence, en effet depuis la bataille 3 autres militaires français et plusieurs afghans ont été tués au cours de combats[Quand ?], les accrochages et attaques à l'explosif sont fréquents dans cette zone qui est considérée par les militaires comme le principal "pot de pus" (zone à risque) de la Kapisa avec le sud de la vallée de Tagab.

## Reportage sur l'opération
Une équipe de M6 a suivi la vie de ces soldats entre décembre 2008 et mai 2009 pour l'émission Zone Interdite. Un cadreur avec une caméra, ancien soldat, était présent lors de cette opération. La diffusion de ce reportage a eu lieu le 17 mai 2009. La vidéo est disponible sur Dailymotion et sur YouTube.